# Stegophiura singletoni
Stegophiura singletoni is een slangster uit de familie Ophiuridae.
De wetenschappelijke naam van de soort werd voor het eerst geldig gepubliceerd in 1975 door Donald George McKnight.